# Neiva (província)

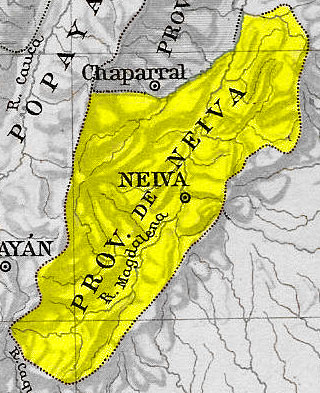

Província de Neiva foi uma das províncias da Grã-Colômbia. Com as mudanças em 1824 nas Subdivisões da Grã-Colômbia, tornou-se parte do Cundinamarca (departamento).